# Menir da Meada
O Menir da Meada é considerado o maior menir da Península Ibérica inteiramente esculpido pelo homem e o mais antigo do mundo.

## Localização
Situa-se a 12 km a norte de Castelo de Vide, no distrito de Portalegre, em Portugal, e encontra-se dentro da área protegida do Parque Natural da Serra de São Mamede.   
O monólito, composto de granito pórfiro de granulometria grossa, foi descoberto em 1965 numa área rural actualmente destinada principalmente à producção de cortiça. Quando se produziu o seu descobrimento apareceu partido em duas peças, sendo que foi restaurado na década de 1990, quando se procedeu a união das duas partes e foi reposto inteiramente na sua localização original. A longitude total do menir é aproximadamente de uns 7,5 metros, com um diámetro máximo de 1,25 metros e uma circunferência na base de 3,90 metros. Pesa aproximadamente cerca de 18 toneladas.
Segundo a datação por radiocarbono realizada no carvão descoberto sob a base, acredta-se que o menir foi levantado aproximadamente ao redor do ano 5000 a. C., no dealbar do VI milénio a.C., durante o período Neocalcolítico, coincidindo com as datas de construção do que as antas de Coureleiros,uns jazigos megalíticos que se encontram no mesmo distrito. Se esta datação for correcta, o menir da Meada poderia ser considerado o mais antigo descoberto até este momento no mundo. O monólito apresenta uma configuração cilíndrica, com contornos fálicos claros, acentuados por una protuberância similar a um glande ou bálano que envolve a parte superior. Ë provável que a superfície tenha sido polida, visto serem visíveis as marcas das ferramentas utilizadas para o alisamento da pedra.